# Samuel de Champlain
Samuel de Champlain (IPA: [samɥɛl də ʃɑ̃plɛ̃]; nascut Samuel Champlain; Brouage o La Rochelle, Aunis, França, batejat el 13 d'agost de 1574 - Ciutat de Quebec, Nova França, 25 de desembre de 1635) fou un explorador, geògraf, cartògraf, soldat i diplomàtic francès. Conegut com el Pare de Nova França, va fundar la Ciutat de Quebec el 3 de juliol de 1608, que es va convertir en el centre de la colònia francesa del Canadà. És important en la història del Canadà perquè va fer el primer mapa precís de la costa, el qual va ajudar a establir nous assentaments.
Nascut en una família de mariners, Champlain inicià de ben jove l'exploració de l'Amèrica del Nord el 1603, sota el guiatge de François Gravé du Pont i al servei d'Aymar de Chaste, governador de Dieppe, que tenia en aquell moment el monopoli per explotar la incipient indústria de pells a Nova França. Entre 1604 i 1607 Champlain participà en l'exploració i colonització del primer assentament permanent europeu al nord de Florida, Port-Royal, Acàdia, actualment Nova Escòcia (1605). Posteriorment, el 3 de juliol de 1608, va fundar la localitat que va donar lloc a l'actual Ciutat de Quebec, Champlain fou el primer europeu a explorar i descriure la regió dels Grans Llacs mitjançant viatges, després dels quals elaborà nombrosos mapes i diaris de les seves observacions i converses amb els indígenes i francesos que vivien amb ells. Va establir bones relacions amb els montagnais, i posteriorment amb altres pobles situats més a l'oest, a la regió del riu Ottawa, el llac Nipissing o la badia Georgian, amb algonquins i hurons, i acordà donar-los suport en les seves guerres contra els iroquesos.
El 1620 Lluís XIII de França encarregà a Champlain finalitzar l'exploració i tornar a Quebec per dedicar-se a l'administració del país. En tots els aspectes, tret de la manca del títol formal, Samuel de Champlain serví com a Governador de Nova França, un títol que no estava oficialment a la seva disposició degut a la seva condició no aristocràtica. Durant el seu mandat fundà diverses companyies comercials que enviaren mercaderies, principalment pells, a França, i dirigí el creixement de la colònia al llarg de la vall del riu Sant Llorenç fins a la seva mort, el 1635. Les seves restes van ser dipositades a l'església de la ciutat de Quebec, destruïda per un incendi cinc anys més tard, el 1640. Actualment no es coneix la situació de les despulles, tot i que se suposen properes a l'actual Catedral de Notre-Dame de Quebec.
Ençà el segle xviii Champlain és recordat com el "Pare de Nova França" i "Pare d'Acàdia" i són nombrosos els indrets de tota Amèrica del Nord que duen el seu nom, des de carrers fins a rius i llacs. El més important d'aquests memorials és el llac Champlain, situat a la frontera entre els Estats Units i el Canadà. El 1609 dirigí una expedició aigües amunt pel riu Richelieu i explorà un llarg i estret llac situat entre les Green Mountains, a l'actual estat de Vermont, i les muntanyes Adirondack, a l'actual estat de Nova York. Batejà el llac amb el seu nom en ser el primer europeu a cartografiar-lo i descriure'l.

## Joventut
Champlain era fill d'Antoine Champlain (a vegades escrit Anthoine Chappelain) i Marguerite Le Roy, i va néixer a Brouage o a la ciutat portuària de La Rochelle, a la província francesa d'Aunis. Va néixer el o abans del 13 d'agost de 1574 segons la recent partida de baptisme trobada per la genealogista francesa Jean-Marie Germe. En un llibre de 1851 Pierre Damien Rainguet, un sacerdot catòlic de Saintonge, situà l'any de naixement de Champlain el 1567 sense donar cap referència de les dades emprades per a la seva estimació. El 1870 l'abat catòlic canadenc Laverdière, en la introducció de la seva edició de les Œuvres de Champlain, acceptà l'estimació de Rainguet i tractà de donar detalls que la justifiquessin, però els seus càlculs es basaven en suposicions que actualment s'han demostrat incorrectes. Tot i que Léopold Delayant, membre, secretari i posteriorment president de l'Académie des belles-lettres, sciences et arts de La Rochelle va escriure el 1867 que l'estimació de Rainguet era errònia, els llibres de Rainguet i Laverdière han tingut una influència important i la data de 1567 ha estat gravada en nombrosos monuments dedicats a Champlain i ha estat àmpliament considerada com a certa. Amb tot, durant la primera meitat del segle XX alguns autors van optar per altres dades, com el 1570 o 1575. El 1978 Jean Liebel publicà una investigació innovadora sobres aquestes estimacions de l'any de naixement de Champlain i va concloure que "Samuel Champlain va néixer cap a 1580 a Brouage." Liebel afirma que alguns autors, inclosos els sacerdots catòlics Rainguet i Laverdière tenien preferències pels anys en els quals Brouage va estar sota control catòlic, com ara 1567, 1570 i 1575.
Champlain deia ser de Brouage en el títol del seu primer llibre, el 1603, i de Saintonge en el títol del seu segon llibre, el 1613. Podia procedir tant d'una família protestant com d'una catòlica romana tolerant, ja que Brouage fou la major part del temps una ciutat catòlica en una regió protestant, i el seu nom (Samuel), procedent de l'Antic Testament no es posava generalment als nens catòlics. La ubicació exacta del seu naixement no se sap amb certesa, però quan va néixer els seus pares vivien a Brouage.
Nascut en una família de mariners (el seu pare i el seu oncle eren mariners o navegants) Samuel Champlain va aprendre a navegar, dibuixar, fer cartes nàutiques i escriure informes pràctics. La seva educació no va incloure ni el grec antic ni el llatí, per la qual cosa no podia llegir ni aprendre de la literatura antiga.
Com que cada flota francesa havia d'assegurar-se la seva pròpia defensa al mar, Champlain tractà d'aprendre lluitant amb les armes de foc de l'època. Va adquirir aquest coneixement pràctic servint a l'exèrcit del rei Enric IV durant les darreres etapes de les Guerres de religió a França a la Bretanya, entre 1594 o 1595 i 1598, començant com a intendent responsable de l'alimentació i benestar dels cavalls. Durant aquest temps va demandar anar a un "cert viatge secret" pel rei, i va entrar en combat (fins i tot potser al setge de Fort Crozon, a finals de 1594). El 1597 era "capità d'una companyia" que servia en una guarnició prop de Quimper.

## Primeres exploracions

### Al golf de Mèxic. 1599-1601

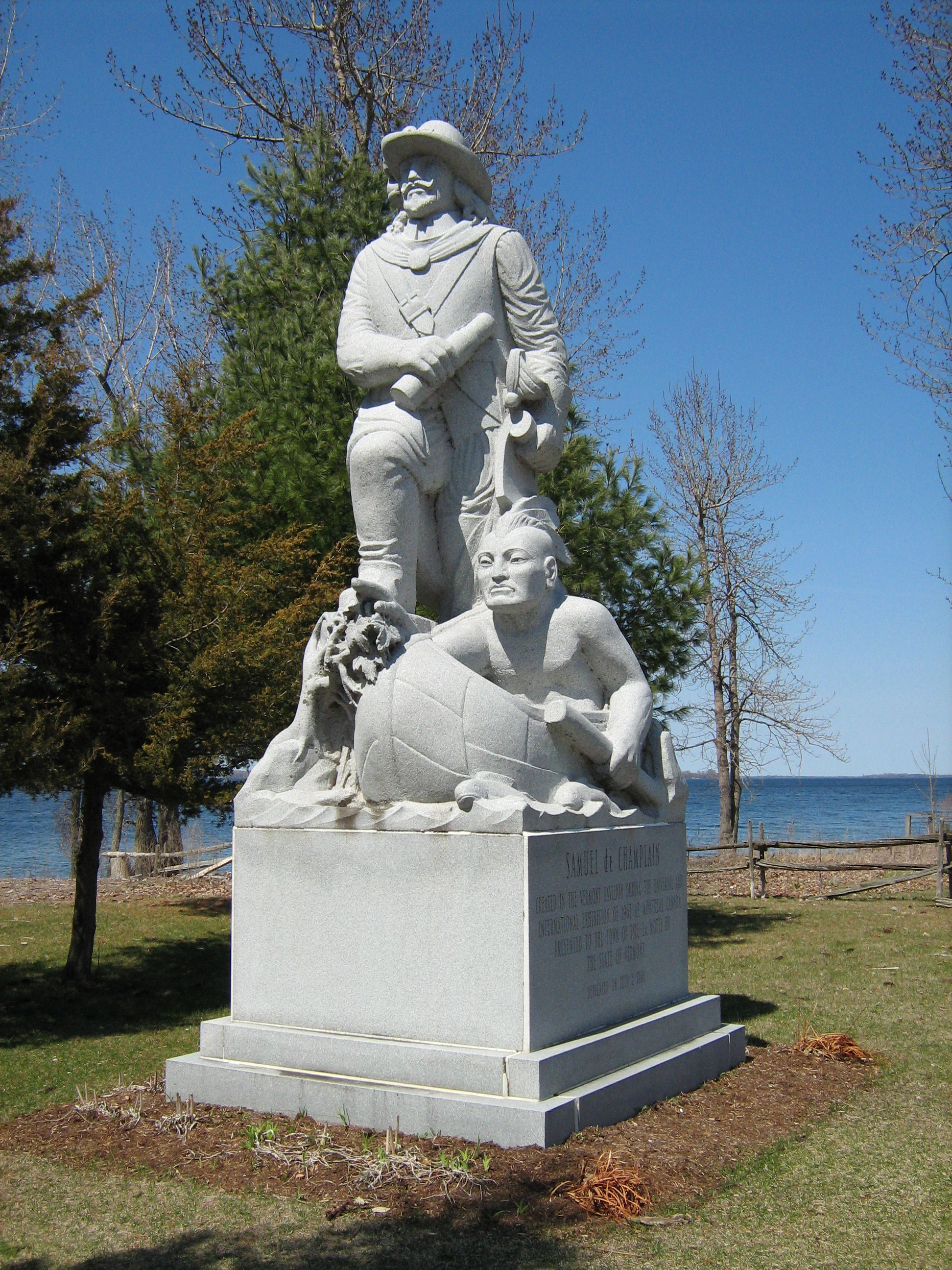
Champlain i guia a Isle La Motte, Vermont, a l'indret on Champlain va dir que havia trepitjat i acampat per primera vegada a Vermont, el 1609. El llac Champlain es troba al darrere.

El 1598 el seu oncle Guillaume Allène li va donar l'oportunitat d'acompanyar-lo a bord del Saint-Julien, ja que aquest havia estat noliejat per a transportar les tropes espanyoles fins a Cadis de conformitat amb la pau de Vervins. Després d'un difícil viatge va quedar-se a Cadis durant algun temps, abans que el seu oncle aconseguís un nou noli per acompanyar una gran flota espanyola cap a les Índies Occidentals. Allène va oferir-li novament un lloc al vaixell, aquesta vegada sota el comandament de Jerónimo de Vallebrera, alhora que l'instruïa perquè vetllés pel vaixell. Aquest viatge va durar dos anys i va permetre a Champlain veure i escoltar molt al voltant de les explotacions espanyoles al Nou Món, des del Carib fins a Ciutat de Mèxic. Pel camí va prendre notes detallades i va escriure un informe sobre tot el que va aprendre durant el viatge, que va donar, en secret, al rei Enric IV. Com a recompensa el rei li va donar una pensió anual a partir de 1603, que a partir de 1618 es va veure incrementada en 600 lliures per any. Aquest informe no va ser publicat per primera vegada fins al 1870 per Laverdière: Brief Discours des Choses plus remarquables que Sammuel Champlain de Brouage a reconneues aux Indes Occidentalles au voiage qu'il en a faict en icettes en l'année 1599 et en l'année 1601, comme ensuite [Breu tractat de les coses més remarcables que Samuel Champlai de Brouage ha vist en el seu viatge a les Índies Occidentals entre 1599 i 1601]. L'autenticitat d'aquest relat com a obra escrita per Champlain ha estat qüestionada amb freqüència, a causa de les imprecisions i les discrepàncies amb altres fonts en alguns aspectes importants. Amb tot, estudis recents indiquen que l'obra probablement sí que va ser escrita per Champlain.
En tornar Champlain a Cadis l'agost de 1600, el seu oncle, que havia emmalaltit, li encarregà que cuidés dels seus negocis. Champlain ho va fer, i quan el seu oncle, Guillaume Allène, va morir el juny de 1601, heretà tots els seus béns, els quals incloïen una finca prop de La Rochelle, propietats comercials a Espanya, i un vaixell mercant de 150 tones. Aquesta herència, combinada amb la pensió anual del rei, li va donar al jove explorador una gran independència, ja que no dependria de cap suport financer de comerciants i altres inversors.
Des de 1601 fins a 1603 Champlain va servir com a geògraf a la cort del rei Enric. Com a part de les seves funcions viatjà als ports francesos i va aprendre molt sobre Amèrica del Nord dels pescadors que estacionalment viatjaven a les zones costaneres des de Nantucket fins a Terranova per aprofitar les riques pesqueries que hi ha a la zona. També va fer un estudi dels anteriors fracassos francesos en la colonització de la zona, inclòs el de Pierre de Chauvin a Tadoussac, una colònia fundada el 1600 a la desembocadura del riu Sant Llorenç i en la qual sols cinc dels setze colons van sobreviure al dur hivern.

### Al riu Sant Llorenç. 1603

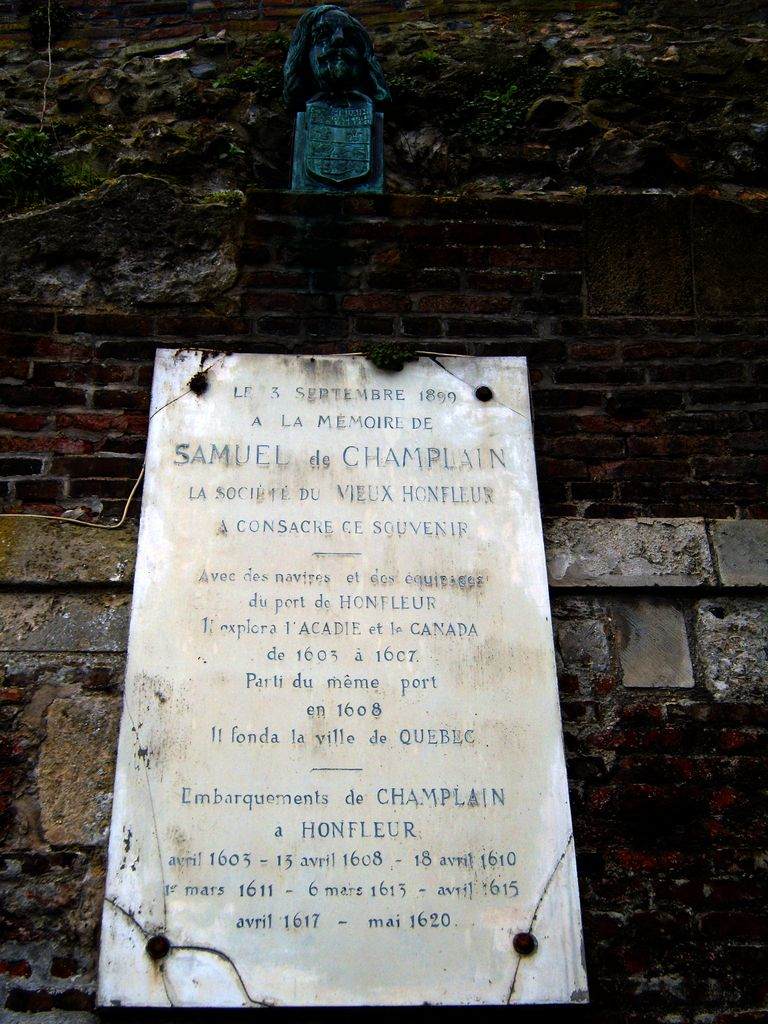
Placa commemorativa de les partides de Champlain al port de Honfleur.

Quan el 1602 Chauvin va perdre el monopoli sobre el comerç de pells, el rei decidí atorgar aquest monopoli amb Nova França a Aymar de Chaste, aleshores governador de Dieppe. Champlain s'apropà a Chaste per ocupar un lloc en el primer viatge que es fes cap a Amèrica, cosa que va fer amb el consentiment del rei. Champlain va fer el seu primer viatge a Amèrica del Nord en qualitat d'observador en una expedició de comerciants de pells liderada per François Gravé du Pont. Du Pont era un navegant, explorador i comerciant experimentat en aquelles regions, i cada estiu remuntava el riu Sant Llorenç en barca fins a Trois-Rivières. Champlain va establir una sòlida i duradora amistat amb Du Pont, que l'instruiria sobre la navegació a Amèrica del Nord, en particular pel riu Sant Llorenç, i el tracte amb els indígenes d'allà, i posteriorment d'Acàdia. El 15 de març de 1603 Champlain salpà d'Honfleur a bord de La Bonne Renommée. Dos vaixells més formaven part de l'expedició, un d'ells La Françoise. El 24 de maig la flota ancorà a Tadoussac. El 27 de maig Champlain i Gravé travessaren en vaixell la desembocadura del riu Saguenay i descendiren fins a la «Pointe aux Alouettes». Allà visitaren al cap montagnais Anadabijou que acampava a prop, amb qui participaren en el ritual del calumet. Aquest primer acord marcà tota la política indiana francesa del següent segle, inclosa la participació en les guerres contra els iroquesos, aleshores enemics dels montagnais i altres nacions que freqüentaven el riu. Els francesos abandonaren la zona el 18 de juny en direcció aigües amunt.

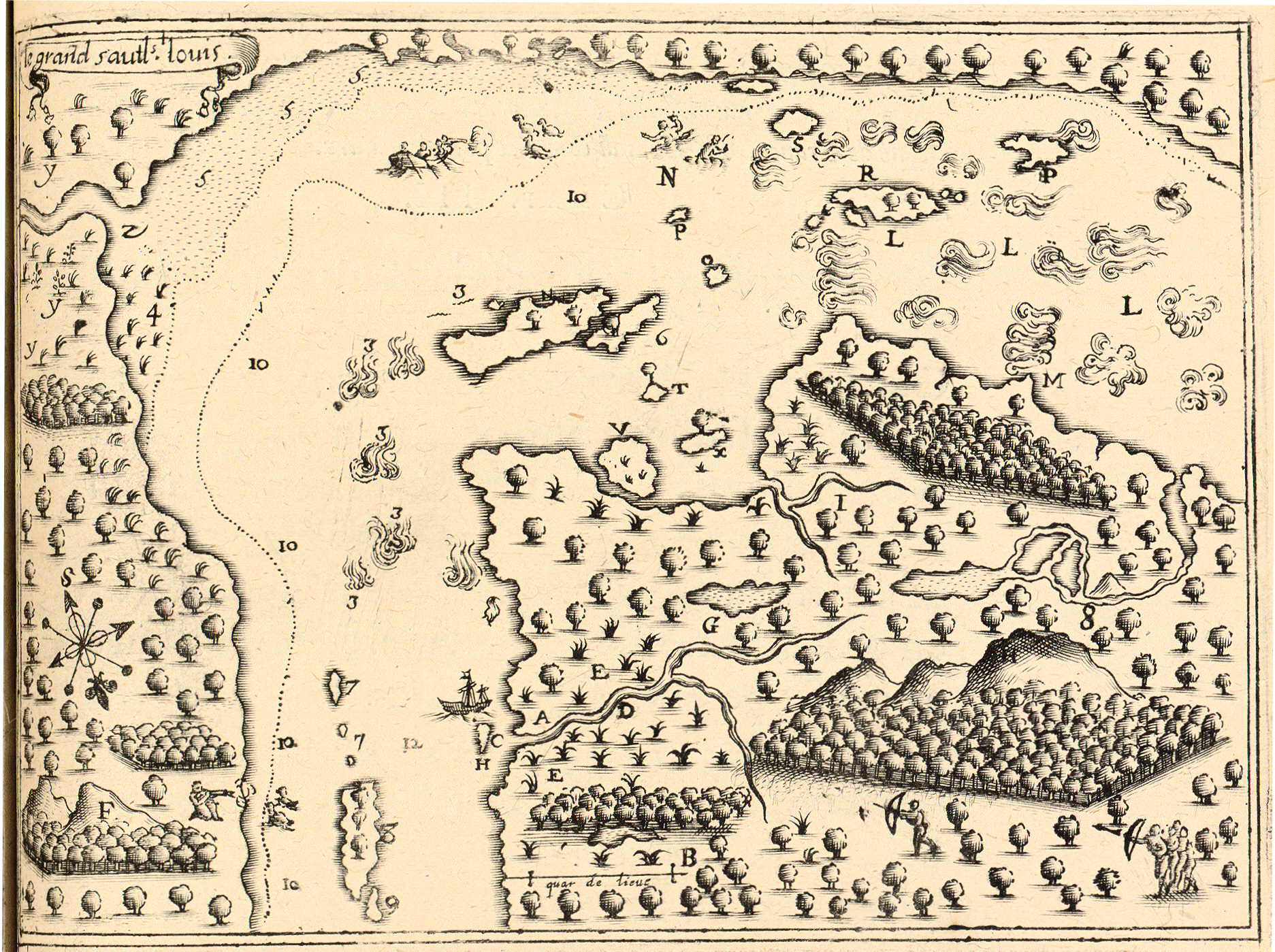
El grand sault st. Louis, dibuix de Champlain (maig de 1611) (ràpids de Lachine).

L'expedició seguia les passes de Jacques Cartier. Volien arribar fins a l'indret que Champlain va descriure com a «Grand Sault saint Louis» i que Jacques Cartier havia anomenat Ochelaga i que no havia pogut superar el 2 d'octubre de 1535. Champlain va descriure els forts corrents que feien que fos molt difícil la navegació amb les seves canoes i que els obligà a completar el viatge per terra. Massa delerós per arribar als ràpids, que esperava superar, Champlain quasi no s'adonà de dos importants indrets estratègics, on posteriorment s'hi establirien centres comercials i que donaran lloc als futurs assentaments de Quebec i Trois Rivieres.
En aquest viatge Champlain sols tenia l'encàrrec d'elaborar un informe i dibuixar amb precisió un mapa del «Grande Rivière de Canadas». Champlain va arribar a França el 20 de setembre, acompanyat per alguns nadius, moment en què presentà al rei i publicà un relat de l'expedició, titulat Des Sauvages: ou voyage de Samuel Champlain, de Brouages, faite en la France nouvelle l'an 1603. Al relat hi ha les reunions mantingudes a Tadoussac amb Begourat, un cap montagnais, en les que s'establiren les bones relacions entre francesos i molts dels montagnais allà reunits, a més d'alguns algonquins.

### Per terres d'Acàdia. 1604-1607

Expedicions i assentament de Pierre Dugua, sieur de Mons i Champlain a Acàdia.

De nou amb l'encàrrec d'Enric IV d'informar dels nous descobriments, Champlain va participar en una segona expedició a Nova França durant la primavera de 1604. Aquest viatge duraria diversos anys i se centraria en les zones al sud del riu Sant Llorenç, en el que posteriorment es va conèixer com a Acàdia. Dirigida per Pierre Dugua de Mons i pilotada per François Gravé du Pont, l'expedició es va armar a Havre-de-Grâce i comptava amb dos vaixells, el Le Bonne Renommée, comandat per Gravé du Pont i el Le Don de Dieu, on viatjaven Dugua de Mons i Champlain.
Després de creuar l'Atlàntic, el 4 de maig arribaren a Port-au-Mouton, al sud d'Acàdia. Dugua encarregà a Champlain trobar un indret per establir un campament d'hivern i aquest inicià una navegació costanera, en barca, amb deu homes. Una vegada explorats els possibles indrets a la Baie François, Champlain seleccionà l'illa Saint Croix, al riu Saint Croix, en el qual serà el primer assentament francès al Nou Món. Allà exploraren la zona, tot endinsant-se pels rius Penobscot i Kennebec i recorrent més de 200 km de costa, dels que Champlain proporcionà una detallada descripció. Després de superar un dur hivern, en el qual moriren quasi la meitat del francesos, decidiren traslladar l'assentament fins a Port Royal, en un indret més protegit dels vents i a la riba d'un llac.
Entre 1605 i 1606 Champlain va aprofitar per explorar el litoral atlàntic d'Amèrica del Nord, des de l'illa del Cap Bretó fins al sud de Cap Cod, a Massachusetts, a la recerca de llocs més fàcils de defensar i millors per establir-hi un assentament permanent. Escaramusses menors amb els indis nausets i la proximitat de possessions britàniques el van dissuadir de la idea d'establir-se prop de l'actual Chatham, Massachusetts. Va anomenar la zona Mallebar.
Fins al 1607 Champlain va utilitzar Port Royal com a base de noves exploracions. Dugua es va veure obligat a abandonar l'assentament el setembre de 1605 per tornar a França, perquè es va assabentar que el seu monopoli estava en risc. Finalment aquest va ser rescindit pel rei el juliol 1607 sota la pressió d'altres comerciants i els defensors del lliure comerç, cosa que duu a l'abandonament de l'assentament a primers de setembre i que tots els seus pobladors tornessin a França a finals del mateix mes.

## Fundació de la ciutat de Quebec. 1608-1609

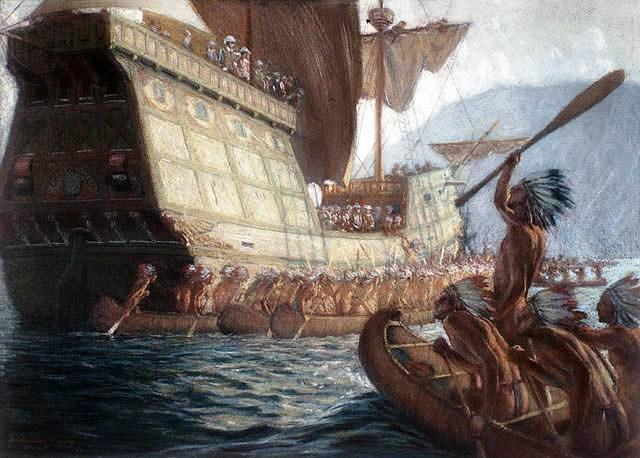
Pintura de George Agnew Reid, feta pel tercer centenari (1908), que mostra l'arribada de Samuel de Champlain a la ciutat de Quebec.

Champlain no es quedà molt de temps a França, ja que Dugua volia que Champlain iniciés un nou viatge amb l'encàrrec de preparar l'establiment d'una colònia permanent francesa en un indret adequat de la riba del riu Sant Llorenç. Dugua equipà, a càrrec seu, una flota de tres naus, només amb homes, que va salpar del port francès d'Honfleur. La nau principal, Le Don de Dieu, estava sota el comandament de Champlain, mentre un altre vaixell, el Lévrier, era dirigit pel seu amic Du Pont. El petit grup de colons va arribar a Tadoussac, al curs baix de riu sant Llorenç, el 3 de juny. A causa de la força de les aigües del riu Saguenay finalitzaren el viatge en vaixell allà, tot remuntant el riu en petites embarcacions que porten homes i materials.
El 3 de juliol Champlain desembarcà a "point of Quebec" i es dedicà a fortificar la zona erigint tres edificis principals de fusta, cadascun de dos pisos d'altura, que col·lectivament va anomenar "Habitation", amb una palissada de fusta i un fossat de 4 metres d'amplada al seu voltant. Aquesta instal·lació es convertí en l'origen de la ciutat de Quebec. Cultivar la terra, explorar i fortificar aquest indret es convertiren en les grans passions de Champlain pel resta de la seva vida.
En la dècada de 1620, l'Habitation a Quebec era principalment un magatzem per la Compagnie des Marchands, ja que Champlain vivia al Fort Saint Louis, una nova construcció de fusta construïda en un turó, al sud de l'actual Hotel Château Frontenac), prop de les dues úniques cases construïdes per les dues famílies de colons, les de Louis Hébert i el seu gendre Guillaume Couillard.
Durant el primer hivern d'estada allà sols vuit dels vint-i-cinc homes van sobreviure al fred i a malalties com l'escorbut i la disenteria.

## Al llac Champlain. 1609
El 28 maig de 1609 Gravé du Pont va tornar a Tadoussac amb avituallaments. Durant la primavera i l'estiu de 1609 Champlain es va encarregar de millorar les relacions amb les tribus locals. Va fer aliances amb els wendat i els Etchemin i va renovar les aliances amb els montagnais i els algonquins, que vivien al nord del riu Sant Llorenç. A canvi van demanar a Champlain que els ajudés en la seva guerra contra els seus enemics iroquesos, que vivien al sud-oest del riu.
Champlain va sortir amb nou soldats francesos i 300 indígenes el 28 de juny per explorar el riu dels Iroquesos. Durant el trajecte va posar nom a nombrosos rius, com el riu Saint-Suzanne (actual riu de Loup), el riu Du Pont (actual riu Nicolet) i el riu de Gennes (actual riu Yamaska). El 12 de juliol va descobrir el llac que va batejar amb el seu propi, el llac Champlain, que s'estén fins a l'actual estat de Vermont, als Estats Units. No havent tingut, fins aleshores, cap trobada amb els iroquesos, el gruix de les tropes se'n va tornar, deixant només dos francesos i seixanta indis a bord d'una canoa.
El 29 de juliol, cap a les 10 del vespre, en un indret proper al futur Fort Ticonderoga i Crown Point (Nova York) Champlain i el seu equip van trobar a un grup d'iroquesos. L'endemà, dos-cents iroquesos avançaven sobre la seva posició. Un guia indígena va assenyalar als tres caps iroqueses i Champlain immediatament va matar-ne dos d'ells amb un sol tret d'arcabús, el qual va provocar la fugida dels iroquesos. Aquesta acció va donar començament a un llarg període de relacions hostils entre la confederació de les cinc nacions iroqueses i els colons francesos.

## Anades i vingudes a França. 1609-1610
El 5 de setembre Champlain va tornar a França per presentar el seu informe al senyor de Mons, i intentar renovar el seu monopoli de comerç de pells. Molts comerciants s'hi oposaren i les negociacions fracassaren, però Champlain i Mons van poder convèncer alguns comerciants de Rouen per formar una aliança. L'objectiu era convertir una part de l'Habitation de Quebec en un magatzem per a ús exclusiu dels comerciants, i per aquest motiu van fer costat a la colònia.
El 8 d'abril de 1610 Champlain va iniciar el viatge de tornada al Quebec, on arribà el 28 del mateix mes. En arribar es va trobar que els seus aliats indis li demanaven ajuda per enfrontar-se novament amb els iroquesos. Durant la batalla, a la desembocadura del riu dels Iroquesos, Champlain va ser ferit per una fletxa que li va travessar el lòbul de l'orella i li provocà ferides al coll. Un cop més victoriós, va tornar a Quebec, on va poder veure que el comerç de pells havia estat desastrós pels comerciants que li donaven suport, i on es va assabentar de l'assassinat d'Enric IV.
Aquesta mort, a mans d'un catòlic fanàtic, va fer que l'imperi quedés en mans de la seva esposa, Maria de Mèdici com a regent, ja que Lluís XIII sols tenia nou anys. Maria era una catòlica integrista, amb poc interès per Nova França i a molts protestants, ajudants financers de Champlain se'ls negà l'accés a la cort, fins i tot a Dugua, que hagué de renunciar al títol de Tinent General de Nova França.
Poc després, el 8 d'agost, s'embarcà cap a França, deixant 16 homes al Quebec. Durant la seva estada a París va aprofitar per casar-se amb una noia de 12 anys anomenada Helene Boulle, filla de Nicolás Boulle, agent judicial de la cort, el desembre de 1610. Aquest casament li suposa un dot de 4.500 lliures i millors possibilitats d'ascendir dins la Cort.

## Retorn al Quebec. 1611

Mapa de Nova França després dels viatges de Champlain.

Champlain tornà a l'assentament de Quebec el 21 de maig de 1611 amb el mandat de trobar a l'illa de Mont Royal, ja fos a la riba del riu de les Prairies o prop del Sault Saint-Louis, l'indret més idoni per a l'establiment d'un futura colònia. Allà va estar inspeccionant el terreny, tot construint un mur per veure si podria suportar l'hivern i les inundacions de primavera. Posteriorment, per tal de millorar el seu prestigi entre els natius acceptà baixar amb ells en canoa pel Sault Saint-Louis, una fita sols realitzada fins aleshores per un altre europeu, Étienne Brûlé. En honor de la seva muller batejà l'illa de Sainte-Hélène.
Aquella tardor va tornar novament a França per assegurar-se el futur del seu projecte. Havent perdut el suport dels comerciants, va escriure informes i dibuixar un mapa (que és el més antic encara avui existent) i va demanar al nou rei, Lluís XIII, intervenir. El 8 d'octubre de 1612 Lluís XIII va nomenar a Carles de Borbó, Comte de Soissons, tinent general de Nova França. Champlain va rebre el títol de «tinent» amb poder per a exercir el comandament en nom del tinent general, nomenar capitans i tinents, instruir els funcionaris en l'administració de justícia i el manteniment de l'autoritat policial, de reglaments i ordenances, per celebrar tractats, fer la guerra amb els indígenes i retenir els comerciants que no formin part de l'empresa. Les seves funcions incloïen la tasca de trobar el camí més curt cap a la Xina i les Índies i la manera de descobrir i explotar mines de metalls preciosos.
A primers de 1613 va publicar una relació de fets ocorreguts entre 1604 i 1612 titulat « Voyages […] » i el 29 març de 1613 va arribar de nou a Nova França per proclamar el seu nou mandat. Molts indígenes estaven disgustats amb les tàctiques dels comerciants no acreditats. El comerç de pells, un cop més, va aportar escassos beneficis. Champlain va partir el 27 de maig per continuar la seva exploració del país dels Hurons amb l'esperança de trobar el «mer du nord», probablement la badia de Hudson. Va navegar pel riu Ottawa, sent el primer a descriure la zona. Al juny es va reunir amb Tessouat, el cap dels algonquins a l'Isle-aux-Allumettes, i els oferí construir una fortalesa per a la tribu si accedien a abandonar les terres que ocupaven cap als ràpids de Lachine.

## Exploracions cap a l'oest (1613 i 1615-16)

### Primera exploració a la «mer douce» (1613)
En el seu primer viatge cap al «Pays d'en Haut», el maig de 1613, Champlain va començar a explorar el riu Ottawa. L'intèrpret Nicolas de Vignau va assegurar que coneixia la ruta cap a la «mar del Nord».
Per iniciativa de Nicolas de Vignau Champlain va remuntar el riu Ottawa cap al país dels hurons. Es va aturar en un campament d'una tribu algonquina, els kichesippirini, a l'Isle-aux-Allumettes. Per mantenir el rol dels kichesippirini com a intermediaris entre els francesos i altres tribus natives, el cap Tessouat va contradir Vignau sobre la ruta a seguir cap a la badia de Hudson. També es va mostrar molt reticent amb la intenció de Champlain de continuar el viatge cap al llac Nipissing. Després d'un parell de regals i intercanvis diplomàtics, l'explorador se'n tornà a Quebec.

### Primera exploració als Grans Llacs (1615-1616)

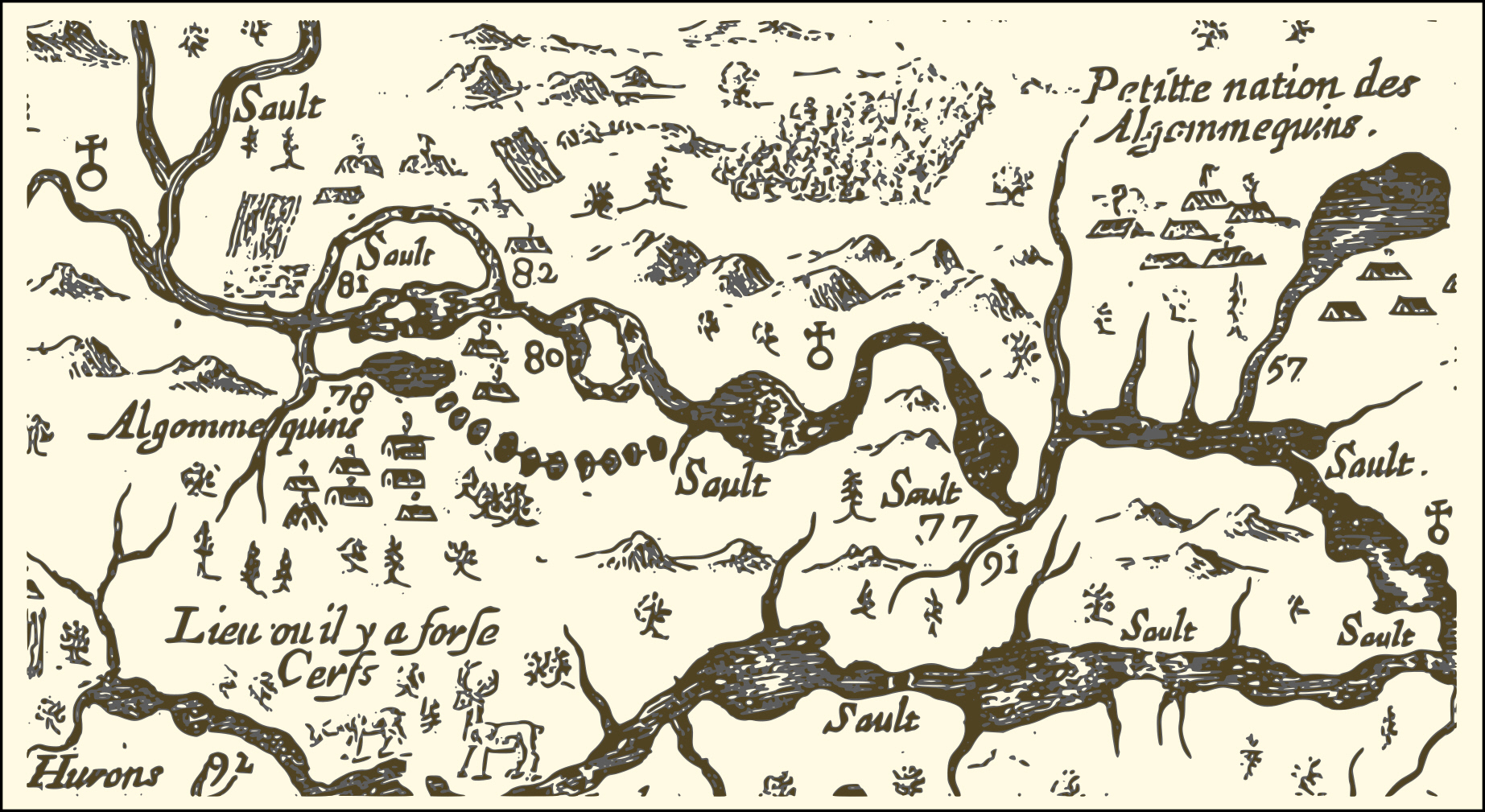
Mapa de l'expedició de Champlain tot seguint el riu Ottawa.

Champlain va fer tot seguit un segon viatge al «Pays d'en Haut». El 9 de juliol de 1615 va deixar Quebec i va arribar a la badia georgiana en companyia de dos francesos, un d'ells probablement Étienne Brûlé. Usant la gran ruta del comerç d'esclaus (riu Ottawa, riu Mattawa, llac Nipissing, riu Francès i badia Georgiana) Champlain va accedir al cor del país dels hurons. Va explorar el país i es va mantenir lleial als seus aliats indis, els algonquins i les hurons-wendat. Va viatjar de poble en poble fins a Cahiagué, una comunitat hurona situada a la vora del llac Simcoe. Aquí un grup de guerrers indígenes, amb Étienne Brûlé, es va dirigir cap al sud per entrar en combat contra els susquehanoques i els iroquesos. Champlain va decidir continuar la guerra contra els iroquesos.
L'1 de setembre, a Cahiagué, Champlain i les tribus del nord van començar una expedició militar contra els iroquesos. La partida va passar el llac Ontario pel seu extrem oriental, on amagaren les canoes i continuaren el viatge a peu. Van seguir el riu Oneida fins a arribar a un fort iroquès situat entre el llac Oneida i Onondaga el 10 d'octubre de 1615. Allà Champlain,, pressionat pels hurons, va llançar un atac precipitat que va fracassar. Champlain va ser ferit dues vegades a la cama per fletxes. L'escomesa va finalitzar el 16 d'octubre, quan els francesos i els horons es van veure obligats a fugir.

### Una hivernada forçosa en terra dels hurons (1615-1616)
Champlain desitjava tornar a Sault Saint-Louis, però els hurons es van negar a continuar fins a la primavera següent i van insistir que Champlain passés l'hivern amb ells. Va emprar la seva llarga estada a la regió per explorar el sud-oest, els petuns i els Cheveux-Relevés, al sud del territori huró i de la península Bruce. Durant una cacera Champlain es va perdre pel bosc, passant tres nits al ras i donant-lo per mort, però en trobar un aborigen el va retornar al seu grup. Va passar la resta de l'hivern escrivint una descripció detallada del país, els costums i la forma de vida dels aborígens, tot i que per culpa de les guerres no va poder explorar més a l'oest. A finals de juny de 1616 va tornar a Sault Saint-Louis, on es va trobar amb Gravé du Pont. Ambdós van salpar cap a França el 20 de juliol.

## Constitució de societats

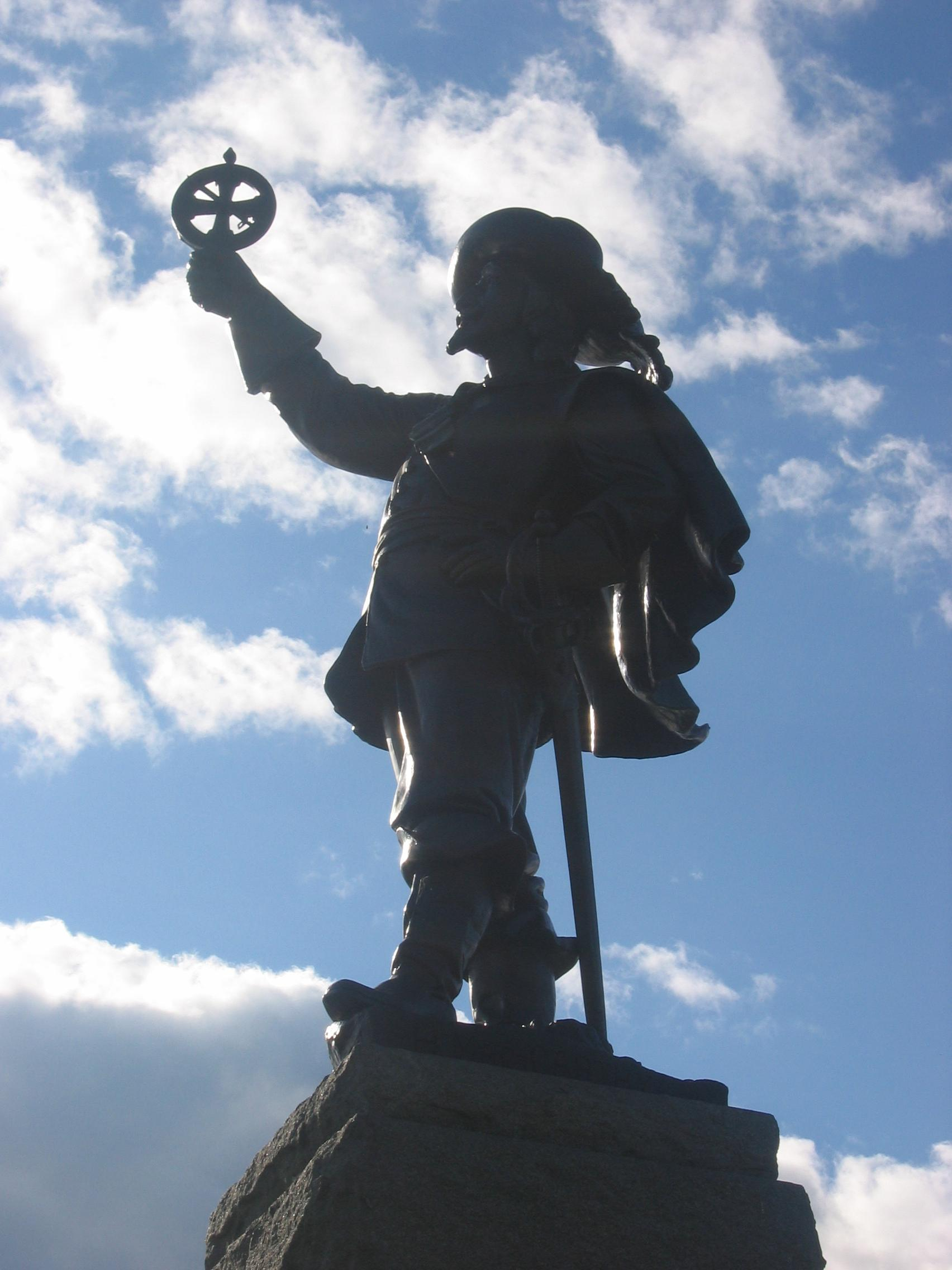
Estàtua de Samuel de Champlain a Ottawa (Ontario)

El 26 d'agost de 1616 Champlain estava de tornada a Sant-Maloù. Allà va escriure un relat de la seva vida des de 1604 fins a 1612 i el seu viatge pel riu Ottawa, titulat Les voyages du Sieur de Champlain, Saintangeois, capitaine ordinaire pour le Roy en la Marine i va publicar un altre mapa de Nova França. El 1614 va formar la Compagnie des Marchands de Rouen et de Saint-Malo i la Compagnie de Champlain, la qual cosa limita als comerciants de Rouen i Sant-Maloù durant onze anys. Champlain es va embarcar de nou a Honfleur amb una flota de tres vaixells, el Saint-Étienne, el Don de Dieu i el Loyal. Va tornar a Nova França durant la primavera de 1615 amb quatre Frares Menors Recol·lectes per tal de promoure la vida religiosa a la nova colònia. A l'Església Catòlica Romana, finalment, li van ser donades en règim de Seigneurie (concessió, no cessió) grans i valuoses extensions de terra, estimades en gairebé el 30% de totes les terres concedides per la Corona Francesa a Nova França.

## Millora de l'administració en Nova França
Champlain va tornar a Nova França el 1620 i passà la resta de la seva vida centrat en l'administració del territori, més que no pas en la seva exploració. Champlain va passar l'hivern construint Fort Saint-Louis, a la part alta del cap Diamond. A mitjans de maig es va assabentar que el monopoli del comerç de pells s'havia donat a una altra empresa dirigida per germans de Caën. Després d'algunes negociacions tenses, es va decidir fusionar les dues companyies sota la direcció dels germans de Caën. Champlain va continuar treballant en les relacions amb els nadius i va aconseguir imposar-los un cap de la seva elecció. També va negociar un tractat de pau amb els iroquesos.
Champlain va continuar treballant en les fortificacions del que va esdevenir la ciutat de Quebec, posant la primera pedra de la mateixa el 6 de maig de 1624. El 15 d'agost va tornar a França, on va ser encoratjat a continuar el seu treball, així com a seguir buscant un camí cap a la Xina, cosa que es creia àmpliament que existia en aquell moment. Poc després estava de tornada al Quebec per continuar expandint la colònia.
El 1627 la companyia dels germans de Caën va perdre el monopoli sobre el comerç de pells i el cardenal Richelieu va constituir la Companyia dels Cent Associats per administrar el comerç de pells. Champlain va ser un dels 100 inversors, i la seva primera flota, carregada amb colons i subministraments, es va fer a la mar l'abril de 1628.

## Caiguda del Quebec
Champlain havia passat l'hivern a Quebec. Els subministraments disminuïren i els comerciants anglesos saquejaren Cap Tourmente a principis de juliol de 1628. La guerra havia esclatat entre França i Anglaterra i Carles I d'Anglaterra havia emès patents de cors que autoritzaven la captura dels armadors francesos i les seves colònies a Amèrica del Nord. Champlain va rebre una comunicació per rendir-se el 10 de juliol davant alguns comerciants anglesos fortament armats, els germans Kirke. Champlain es negà a negociar amb ells, enganyant-los per fer-los creure que les defenses de Quebec eren millors del que realment eren. L'engany va funcionar i els anglesos es retiraren, però en la retirada van trobar-se amb la flota francesa d'abastiment i la capturaren, tallant els subministraments anuals de la colònia.
Durant la primavera de 1629 els subministraments eren molt escassos i Champlain es va veure obligat a enviar diverses persones fins a Gaspé i a les comunitats indígenes per conservar les racions. El 19 de juliol els germans Kirke arribaren al davant de Quebec després d'interceptar una petició de Champlain en busca d'ajuda, i Champlain fou obligat a entregar la colònia. Molts colons tornaren cap a França, però Champlain es quedà a Londres per començar el procés de recuperació de la colònia. L'abril de 1629, tres mesos abans de la rendició, s'havia firmat el Tractat de Susa, segons el qual Quebec i tot allò que aconseguiren els germans Kirke després de la seva signatura havia de ser tornats als seus propietaris. Això no fou així fins a la signatura del Tractat de Saint-Germain-en-Laye (1632) quan el Quebec tornà formalment a França.
Champlain reclamà el seu rol com a comandant de la Nova França en nom de Richelieu l'1 de març de 1633, havent servit durant els anys de l'ocupació com a comandant a Nova França «en absència del meu senyor, el cardenal Richelieu», des de 1629 fins a 1635. El 1632 Champlain publicà Voyages de la Nouvelle France [Viatges de la Nova França], que fou dedicat al cardenal Richelieu, i Traitté de la marine et du devoir d'un bon marinier, un tractat sobre el lideratge, nàutica i navegació. (Champlain, durant la seva vida aconseguí realitzar més vint-i-cinc viatges d'anada i tornar cap al Quebec sense perdre cap sola nau.)

## Darrer viatge al Quebec
Champlain tornà al Quebec el 22 de maig de 1633, després d'una absència de quatre anys. Richelieu li donà el càrrec de tinent general de la Nova França, junt amb altres títols i responsabilitats, però no la de Governador. Tot i aquesta manca de reconeixement oficial, molts colons i indis el tractaven com si tingués aquell títol; en alguns escrits es refereixen a ell com el «nostre governador». El 18 d'agost de 1634, envià un informe a Richelieu en que l'informava que havia reconstruït la ciutat de Quebec, ampliat les seves fortificacions i establert dos habitatges més.

## Malaltia i mort
Champlain va patir un greu vessament cerebral l'octubre de 1635, morint el 25 de desembre de 1635, sense deixar hereus directes. El seu darrer testament, firmant el 17 de novembre de 1635, concedia gran part de les seves propietats franceses a la seva muller Hélène, i feia llegats importants per a les missions catòliques i persones de la colònia del Quebec. Amb tot, una cosina desafià la seva voluntat a París i l'impugnà amb èxit, però no queda clar què passà amb les seves propietats.
Fou enterrat temporalment a l'església de Quebec, mentre es construïa una capella independent per acollir-lo a la part alta de la ciutat. Aquest edifici, com molts altres, fou destruït per un gran incendi el 1640. Tot i que fou reconstruïda ràpidament no es conserva cap resta de l'església primigènia i el lloc exacte de l'enterrament es desconeix, tot i les nombroses investigacions fetes des de 1850. Hi ha una acord general per establir que la capella de Champlain es troben en algun indret proper a la catedral de Notre-Dame de Quebec.

## Obres de Champlain
Obres conegudes escrites per Champlain:
- Brief Discours des Choses plus remarquables que Sammuel Champlain de Brouage a reconneues aux Indes Occidentalles au voiage qu'il en a faict en icettes en l'année 1599 et en l'année 1601, comme ensuite (primera publicació en francès de 1870, primera publicació en anglès de 1859 com a Narrative of a Voyage to the West Indies and Mexico 1599–1602).
- Des Sauvages: ou voyage de Samuel Champlain, de Brouages, faite en la France nouvelle l'an 1603 (primera publicació en francès de 1604, primera publicació en anglès de 1625).
- Voyages de la Nouvelle France (primera publicació en francès de 1632)
- Traitté de la marine et du devoir d'un bon marinier (primera publicació en francès de 1632)

## Memorials
Molts indrets i monuments històrics han estat batejats en honor de Champlain, una de les figures històriques més destacades a molts indrets d'Acàdia, Ontario, Quebec, estat de Nova York i Vermont. Els més coneguts són:
- Accidents geogràfics:
  - Llac Champlain, vall de Champlain i llacs Champlain Trail.
  - Mar de Champlain: un antic mar format durant la darrera glaciació sobre les conques dels actuals rius Sant Llorenç, Saguenay i Richelieu i el llac Champlain.
  - Muntanyes Champlain, al Parc Nacional d'Acàdia, que Champlain observà per primera vegada el 1604.[57]
- Ciutats i localitats:
  - Un town i un town a Nova York, així com un municipi a Ontario i un altre al Quebec.
  - El districte electoral provincial de Champlain, Quebec, i diversos districtes electorals desapareguts en altres indrets del Canadà.
  - Parc Provincial Samuel de Champlain (Samuel de Champlain Provincial Park), un parc provincial al nord d'Ontario, prop de la ciutat de Mattawa.